# Теодорос Валянос
Теодорос Валянос (на гръцки: Θεόδωρος Βαλλιάνος) е гръцки военен и учен, участник в Гръцката война за независимост.

## Биография
Валянос е роден в 1801 година в Русия, но по произход е от Корфу. Учи във Военната академия в Санкт Петербург, като паралелно изучава богословие и литература. Служи в руската армия и достига до чин капитан. След избухването на гръцкото въстание отива в Гърция през април 1822 година и участва в сраженията. Пристига с малка чета корфиоти, добре снабдени с пари, оръжия и муниции. Участва в унищожаването на войските на Махмуд Драмали паша, в сраженията в Патра срещу Юсуф паша и в Месолонги срещу Шкодра паша. През 1824 година е назначен за командир на инженерните части в Навплио. Йоанис Каподистрияс го прави подполковник.
На 28 август/9 септември 1833 година крал Отон го назначава за генерален консул за Македония и Тесалия в Солун. Османските власти обаче не предоставят необходимото признание повече от година и Валянос е признат чак на 3 февруари 1835 година и заема поста. В Солун Валянос защитава правата на гръцките граждани и се опитва да опази местните гърци от произволното управление. Активно се намесва в координирането на революционните действия на гръцките чети в Македония, оглавявани от Адамандиос Николау, Михаил Пецавас, Вулгарис, Карамицос от Влашка Блаца, под общото командване на Цамис Каратасос.
Турските власти разбират за дейността му и постепенно в Солун се създава враждебен към Валянос климат. През ноември 1835 година пашата на Солун свиква консулите на Русия, Франция и Великобритания и обвинява Валянос в покровителство на Цамис Каратасос, който от Северните Споради прави рейдове на Халкидика. Валянос първоначално отхвърля обвиненията и твърди, че Каратасос е гръцки полковник, дошъл в Солун, за да възстанови собствеността на баща си, но по-късно обещава да уведоми гръцките власти да арестуват Каратасос.
През 1841 година той подава оставка и пое управлението на съдебната част при Министерството на отбраната с чин полковник.
Валянос е богослов – автор на множество изследвания, и преводач от руски. От творбите му най-важните са: „Диалог за православието на Източната католическа църква“ (Διάλογος περί Ορθοδοξίας της Ανατολικής Καθολικής Εκκλησίας, 1851), „История на Руската църква“ (Ιστορία της Ρωσικής Εκκλησίας, 1851 г.) и драмата „Смъртта на княз Потьомкин“ (Ο θάνατος του πρίγκιπα Ποτέμκιν, 1850).